# Sarco pod
Sarco pod (cunoscut și sub denumirea Pegasos și a fost denumit capsulă sinucigașă) este un dispozitiv de eutanasie sau o mașină care constă dintr-o capsulă detașabilă imprimată 3D montată pe un suport care conține un recipient cu azot lichid pentru a muri prin sinucidere prin asfixiere cu gaz inert. „Sarco” este prescurtare pentru „sarcofag”. Este folosit împreună cu un gaz inert (azot) care scade rapid nivelul de oxigen, ceea ce previne panica, senzația de sufocare și lupta înainte de inconștiență, cunoscută sub numele de hipercapnie sau răspuns hipercapnic:45 cauzate de prezența unor concentrații mari de dioxid de carbon în sânge. Sarco a fost inventat de militantul pentru eutanasie Philip Nitschke în 2017. Nitschke a declarat în 2021 că a căutat și a primit consiliere juridică cu privire la legalitatea dispozitivului în Elveția.

## Istoric
Sarco este o extindere a morții hipoxice furnizată de o pungă de sinucidere. Mulți oameni nu vor lua în considerare eutanasierea prin pungă de sinucidere din motive estetice sau se pot simți claustrofobi în interiorul unei pungi. Nitschke numește acest lucru „factorul pungii de plastic”. Sarco a fost dezvoltat pentru a aborda aceste obiecții.

## Mecanism
Accesul la Sarco va fi controlat de un test online pentru a evalua starea mentală. Dacă solicitanții trec testul, primesc un cod de acces la un dispozitiv Sarco care funcționează timp de 24 de ore.
Utilizatorii Sarco pot alege o vedere întunecată sau transparentă din capsulă. Vederea transparentă ar fi aleasă dacă doresc să transporte mașina într-o anumită locație pentru a vedea o anumită vedere din capsulă. Inventatorul consideră că „unde mori este cu siguranță un factor important”.
Capsula Sarco asigură o scădere rapidă a nivelului de oxigen, menținând în același timp un nivel scăzut de dioxid de carbon. La activare, 4 litri de azot lichid fac ca nivelul de oxigen să scadă silențios la mai puțin de 5% în mai puțin de un minut. Potrivit lui Nitschke: „Ocupantul apasă butonul și capsula se umple cu azot. Se vor simți puțin amețiți, iar apoi își vor pierde rapid cunoștința și vor muri”.

## Design și fabricație
Designul dispozitivului a fost o colaborare între Nitschke și designerul industrial olandez Alexander Bannink.
Sarco este imprimat 3D în secțiuni care măsoară 1000 pe 500 pe 500 milimetri. Software-ul de proiectare permite realizarea de dispozitive de diferite dimensiuni in funcție de dimensiunile clientului. Nitschke a spus că designul este menit să semene cu cel al unei nave spațiale, pentru a oferi utilizatorilor senzația că călătoresc spre „marele dincolo”.
Nitschke plănuia să lanseze planurile open source pentru Sarco până în 2019.

## Recepție
Thaddeus Pope, bioetician la Mitchell Hamline School of Law⁠(en)[traduceți], a declarat că dezbaterea asupra Sarco poate duce la un nou mod de abordare a opțiunilor de sfârșit de viață de către legislatori, spunând că „Acest lucru ar putea fi mai mare sau mai important decât Sarco propriu-zis” și că Nitschke „ilustrează limitările modelului medical și ne forțează să gândim”.
Criticii au descris dispozitivul ca fiind „doar o cameră de gazare glorificată”, iar alții și-au exprimat îngrijorarea că glorifică sinuciderea, și ar putea duce la „sinucidere prin contagiune” care inspiră decese suplimentare.
În 2024, organizația „The Last Resort” („Ultima soluție”) a anunțat că Sarco podul va fi folosit pentru prima dată în Elveția. Ca răspuns, medicul cantonal din Valais a emis o interdicție preventivă a utilizării acestuia.